# Marie Kovářová
Marie Kovářová, verheiratete Marie Ďurovičová (* 11. Mai 1927 in Luleč; † 4. Januar 2023 in Prag) war eine tschechoslowakische Gerätturnerin.

## Karriere
Bei den Olympischen Sommerspielen 1948 in London gewann Kovářová gemeinsam mit Zdeňka Honsová, Miloslava Misáková, Milena Müllerová, Věra Růžičková, Božena Srncová, Olga Šilhánová und Zdeňka Veřmířovská für die Tschechoslowakei die Goldmedaille im Mannschaftsmehrkampf. Posthum wurde auch Eliška Misáková die Medaille zuerkannt.